# كيفن هكتور
كيفن هكتور (بالإنجليزية: Kevin Hector)‏ (2 نوفمبر 1944 بليدز في المملكة المتحدة - ) هو لاعب كرة قدم بريطاني في مركز الهجوم. شارك مع منتخب إنجلترا لكرة القدم. أما مع النوادي، فقد لعب مع ديربي كاونتي ونادي بيرتن ألبيون وفانكوفر وايتكابس وEastwood Town F.C. ‏ وBelper Town F.C. ‏ وGresley Rovers F.C. ‏ وشبشيد دينامو ‏ وHeanor Town F.C. ‏ ونادي بوسطن يونايتد ونادي برادفورد بارك أفنيو.

## وصلات خارجية
- كيفن هكتور على موقع قاعدة بيانات كرة القدم.إي يو (الإنجليزية)
- كيفن هكتور على موقع ناشيونال فوتبول تيمز (الإنجليزية)